# Всеобщее управление качеством
Всео́бщее управле́ние ка́чеством (англ. total quality management, TQM) — общеорганизационный метод непрерывного повышения качества всех организационных процессов.

## История
Стремление стимулировать производство товаров, конкурентоспособных на мировых рынках, инициировало создание нового общеорганизационного метода непрерывного повышения качества всех организационных процессов, производства и сервиса. Этот метод получил название — всеобщее управление качеством.
Total quality management — философия всеобщего управления качеством, успешно стартовавшая много лет назад в Японии и США с практики присуждения наград компаниям, достигшим высшего качества производимой продукции.
Главная идея TQM состоит в том, что компания должна работать не только над качеством продукции, но и над качеством организации работы в компании, включая работу персонала. Постоянное параллельное усовершенствование 3-х составляющих:
- качества продукции
- качества организации процессов
- уровня квалификации персонала

— позволяет достичь более быстрого и эффективного развития бизнеса.
Качество определяется следующими категориями:
- степень реализации требований клиентов
- значения финансовых показателей компании
- уровень удовлетворенности служащих компании своей работой

Принцип действия TQM можно сравнить с удержанием мяча на наклонной плоскости. Для того чтобы мяч не скатывался, его нужно либо подпирать снизу, либо тянуть сверху.
TQM включает 2 механизма:
- Quality assurance (QA) — обеспечение качества — поддерживает необходимый уровень качества и заключается в предоставлении компанией определенных гарантий, дающих клиенту уверенность в качестве данного товара или услуги.
- Quality improvements (QI) — повышение качества — предполагает, что уровень качества необходимо не только поддерживать, но и повышать, соответственно поднимая и уровень гарантий.

Два механизма: контроль качества и повышение качества — позволяют «удерживать мяч в игре», то есть постоянно совершенствовать, развивать бизнес.
Идеология TQM доступно изложена в статье известного канадского специалиста по качеству Джоржа Лазло.

## Что такое Всеобщее управление качеством
Всеобщее управление качеством — это система управления, основанная на производстве качественной с точки зрения заказчика продукции и услуг. TQM определяется как сосредоточенный на качестве, сфокусированный на заказчике и основанный на фактах управляемый командный процесс. TQM направлен на планомерное достижение стратегической цели организации через непрерывное улучшение работы. Принципы TQM также известны как «всеобщее улучшение качества», «качество мирового уровня», «непрерывное улучшение качества», «всеобщее качество услуг» и «всеобщее качество управления».
Слово «всеобщее» в понятии «Всеобщее управление качеством» означает, что в данный процесс должен вовлекаться каждый сотрудник организации, слово «качество» означает заботу об удовлетворении потребностей клиента, и слово «управление» относится к сотрудникам и процессам, необходимым для достижения определенного уровня качества.
Всеобщее управление качеством — это не программа; это систематический, интегрированный и организованный стиль работы, направленный на непрерывное её улучшение. Это не управленческая прихоть; это проверенный временем стиль управления, десятилетиями успешно используемый компаниями по всему миру.
В основе TQM лежат следующие принципы:
- ориентация на потребителя
- вовлечение работников, что даёт возможность организации с выгодой использовать их способности
- подход к системе качества как к системе бизнес-процессов
- системный подход к управлению
- постоянное улучшение

## 14 универсальных принциповЭдварда Деминга
1. Установите соответствие целей с планом повышения качества. Высшее руководство должно создать и опубликовать для всех служащих компании документ о намерениях с планом и ясным определением целей. Цели должны быть обязательно достигнуты.
2. Примите новую философию качества. Каждый, от высшего руководства до низшего по должности работника, должен принять вызов повышения качества, усвоить свои обязанности и придерживаться требований новой философии. Продукция плохого качества никогда не должна достигать заказчика. Организация должна принять за правило, что дефекты по качеству продукции могут возникать, но дефектная продукция никогда не должна поступать к заказчику.
3. Положите конец негативной зависимости от слишком частых инспекций и аудита качества. Цель инспекций — улучшение процессов и снижение затрат, а не просто поиск дефектов. Потребность в частых инспекциях может отпасть за счет обеспечения изначального качества работы.
4. Прекратите практику выбора поставщиков, основываясь исключительно на стоимости их товаров и услуг. Следует исключить контракты, обещающие самые низкие затраты (и подразумевающие худший результат); вместо этого следует заботиться о минимизации полной стоимости проектов. Чем постоянно искать самого дешёвого продавца, а потом иметь проблемы с низким качеством продукции, стоит стремиться к работе с постоянным поставщиком. Тогда можно выстроить длительные отношения, основанные на лояльности и доверии.
5. Идентифицируйте проблемы и работайте непрерывно, чтобы улучшить систему контроля качества. Организации должны постоянно улучшать систему управления и контроля качества. Многие менеджеры склонны думать, что в структуре таких программ есть начало, середина и конец. Всеобщее управление качеством не имеет конца, оно является непрерывным процессом. Фраза «постоянное улучшение» должна стать общей заботой в пределах организации.
6. Учредите обучение. Следует ввести современные методы формального обучения, особенно для новых сотрудников. Обучение в процессе работы не приемлемо, поскольку новый работник, вероятнее всего, станет «учиться» по накатанному пути, выполняя работу рядом с кондовыми «ветеранами», которые могут противиться нововведениям TQM. Обучение возможно и для внешних заказчиков, если оно ориентирует их на цели, к которым стремится компания. Позже, когда компания будет ждать от этих внешних заказчиков качества запросов определённого уровня, их прежнее обучение окажется полезным.
7. Обучите и учредите руководство. Целью руководства не должны быть только указания на то, какую работу выполнять, но и помощь в том, чтобы лучше выполнять эту работу. Руководство должно быть обучено мастерски, и организации должны тренировать своих менеджеров быть хорошими лидерами.
8. Искорените страх на работе. В компании должна быть создана атмосфера доверия и новаторства, чтобы каждый сотрудник мог эффективно работать на благо улучшения организации в целом. Множество страхов на работе вызвано количественными оценками качества работы. Работники стремятся делать требуемое, чтобы получить эти хорошие оценки, не имеющие никакого отношения к качеству. Сотрудники не должны бояться вносить новые идеи, и организация должна терпимо относиться к неудачам, когда работники экспериментируют с новыми идеями.
9. Устраните барьеры между подразделениями. Высшее руководство должно установить между подразделениями взаимодействие, а не конкуренцию. Это должно оптимизировать усилия команд в направлении намерений и целей организации вместо разжигания между подразделениями конкуренции.
10. Избегайте пустых лозунгов на рабочих местах. Руководству следует исключить лозунги и призывы к полному искоренению дефектов и ошибок, повышению продуктивности без предоставления работникам средств и описания методов достижения таких высот. Подобные увещевания только создают конфликтные взаимоотношения. Большинство причин низкого качества и непродуктивности работы в организациях относится к системе управления и поэтому превышает возможности сотрудников что-либо в этом изменить.
11. Минимизируйте (или оптимизируйте) рабочие стандарты и количественные показатели на производстве. Высшее руководство должно ставить повышение качества услуг выше, чем количественные показатели. Исключите такие индивидуальные системы контроля типа «наказание/награда» как, например, премиальные платы и штрафы. Исключите управление основанное на стремлениях. Чтобы достижение целей не зависело только от стремлений, менеджеры должны разработать методы повышения качества, а также привлекать руководство к помощи работникам в достижении их личных целей.
12. Дайте возможность сотрудникам гордиться своим мастерством. Организации должны отменить систему рейтинговых оценок заслуг и не обвинять работников в отказах систем, которые находятся вне их контроля.
13. Поощряйте и стимулируйте развёрнутые образовательные программы, программы переквалификации и повышения квалификации. Привлекайте ведущих специалистов-инструкторов для обучения и воспитания сотрудников. Введите обучение, относящееся к статистическому представлению об организации, а затем расширьте его до общего видения процессов. Это даст представление об организации в целом как о едином организме.
14. Преобразовывайте. Нацеливайте каждого сотрудника на внесение пусть малых преобразований, но для улучшения всей компании. Преобразование — это работа каждого сотрудника, а не только руководства. Создайте что-нибудь типа информационного центра, чтобы информировать всех сотрудников об этом прогрессе.

Эти 14 принципов образуют основу Всеобщего управления качеством. Они являются лекарством от 5 смертельных болезней, которые могут уничтожить компанию.

### 5 смертельных болезней
Существует 5 смертельных болезней, которые должны быть ликвидированы в организации для успешной реализации TQM. Если не ликвидировать эти 5 смертельных болезней, они могут не только воспрепятствовать применению TQM, но и постепенно уничтожить организацию.
Вот эти 5 смертельных болезней:
1. Управление только главной линией. Организация, которая заботится только о главной линии развития и управляет исключительно цифрами, обречена на провал. Управление — это тяжелая работа; менеджер, который полагается только на цифры, упрощает свою задачу. Менеджеры должны знать процесс, быть вовлечены в него, понимать источники возникновения проблем и давать примеры их решения своим подчиненным.
2. Оценка деятельности на основе системы количественных показателей. Оценка, использующая систему количественных показателей, отчеты, рейтинги или ежегодные обзоры достижений, иногда приводит к классификации, вынужденным квотам и другим ранжирам, вызывающим нездоровую конкуренцию, нарушающим командную работу в пределах организации. Вместо использования таких систем, менеджерам следует лично комментировать индивидуальную работу сотрудников, чтобы помочь им улучшить её.
3. Акцент на получении краткосрочных выгод. Если работник в прошлом имел опыт получения быстрых прибылей, он будет стараться и дальше работать в этом же ключе. Руководство же должно убедить сотрудников, что организации следует отдать предпочтение длительному и стабильному росту и совершенствованию, а не краткосрочным выгодам.
4. Отсутствие стратегии. Если в организации нет никакой последовательности реализуемых целей, работники организации будут чувствовать неуверенность в возможности своего постоянного профессионального и карьерного роста. Организация должна иметь постоянно реализуемый стратегический план, в котором должно быть уделено место и вопросам повышения качества.
5. Текучка кадров. Если в организации наблюдается высокая текучесть кадров, это указывает на серьёзные проблемы. Ликвидация первых 4 смертельных болезней может помочь преодолеть и эту. Руководство должно принять меры, чтобы работники почувствовали себя важной частью не отчужденной организации, а единой команды.

## Преимущества TQM
Краткосрочные и долгосрочные выгоды есть в любом стиле управления. Всеобщее управление качеством даёт несколько краткосрочных преимуществ, однако, большинство преимуществ этого подхода долгосрочны, и эффект от них ощутим только после их благополучной реализации. В больших организациях может уйти несколько лет, прежде чем долгосрочные выгоды дадут эффект.
Долгосрочные выгоды, ожидаемые от применения Всеобщего управления качеством, — это более высокая продуктивность, повышение морального тонуса коллектива, уменьшение затрат и рост доверия заказчика. Эти выгоды могут привести к популяризации и повышению статуса компании в обществе.
Уклонение от ошибок и правильные действия, прежде всего, сохраняют время и ресурсы, и тогда фонды и сбережения могут расходоваться на расширение спектра услуг (продукции) или предоставляться сотрудникам для работы, направленной на улучшение качества услуг.
Всеобщее управление качеством приветствует создание атмосферы энтузиазма и удовлетворения выполненной работой с привлечением инструментов премирования и награждения за творческий подход. Если неудачи в результате экспериментов сотрудников воспринимаются как часть обучающего процесса, сотрудники перестают стесняться творчески подходить к разработке новых идей.
Вместо того, чтобы скрывать ошибки от руководства или оттягивать их огласку, что приводит к перерастанию мелких ошибок в большие проблемы, сотрудники терпеливо подходят к решению проблем, пробуя исправить их снова и снова. Если сотрудники чувствуют, что являются частью организации, они ощущают себя нужными, работа приносит им удовлетворение, что может в свою очередь повысить её качество.
При Всеобщем управлении качеством широко применяется командный подход, передающий, с одной стороны, работникам опыт решения проблем их коллегами и, с другой стороны, позволяющий им применить свои знания и опыт в ходе совместных усилий. Поскольку сотрудники получают опыт при командном решении проблем, они могут участвовать в перекрёстных секционных мега-командах, решающих проблемы, выходящие за рамки возможностей локальных групп. TQM даёт организации большую гибкость в решении проблем и повышает качество условий работы для всех сотрудников.
Всеобщее управление качеством может быть «генератором прибыли» даже для общественных организаций. Фактически сам подход не создает прибыли, но если ему следовать должным образом, можно выявить дорогостоящие процессы и найти способы сбережения средств. Неизбежные издержки TQM — это расходы на выполнение рутинных операций. Вообще говоря, для общественных организаций сбережённые ресурсы и средства могут рассматриваться как «прибыль».

## TQM в сравнении с авторитарным управлением
В центре авторитарного управления стоит руководитель, который использует полномочия, страх и принуждение для достижения целей. Авторитарному управленцу не требуются человечность и личная привлекательность.
Всеобщее управление качеством — это ориентированная на успех команда с харизматичными лидерами, влияющими на коллег в ходе работы для достижения качественных результатов. TQM не ищет виновных в проблемах, вместо этого — ищет решения проблем.
Основные из отличий приведены ниже.
1. Авторитарное управление ищет «быстрое усиление», — TQM опирается на долгосрочные решения.
2. Авторитарное управление готово идти старым путём, — TQM делает акцент на нововведениях и творческом подходе.
3. Авторитарное управление контролирует ресурсы через разделение функций, — TQM оптимизирует ресурсы в контексте всей организации.
4. Авторитарное управление опирается на контроль над людьми, — TQM наделяет людей полномочиями.